# Alphonse Darlu
Alphonse Darlu (né à Libourne en 20 mars 1849, mort le 5 mai 1921 en son domicile dans le 17e arrondissement de Paris) est un professeur de philosophie français. Enseignant au lycée Condorcet à Paris, il est surtout connu pour avoir été le maître de Marcel Proust, mais il a eu également pour élèves Élie Halévy, Léon Brunschvicg, Louis Couturat ou Xavier Léon. Représentant de la tradition française du magistère philosophique, Darlu a peu publié mais son influence a été grande sur ses auditeurs. Son enseignement est caractéristique de la philosophie officielle de la Troisième République.

## Biographie
Alphonse Darlu est né à Libourne. Il se convertit à la philosophie en découvrant Platon dans les livres d’Alfred Fouillée. Agrégé de philosophie en 1871, il est nommé professeur de philosophie à Périgueux, à Angoulême et à Bordeaux. En 1882, il est professeur au lycée Saint-Louis à Paris puis au lycée Henri-IV. En 1885, il est nommé au lycée Condorcet. Il est ensuite professeur aux écoles normales supérieures de Fontenay et de Sèvres. En 1893, il fonde avec certains de ses élèves la Revue de métaphysique et de morale. Il est inspecteur général de l’Instruction publique de 1901, en remplacement de Jules Lachelier, jusqu’à sa retraite en 1919.

## Darlu et Proust: Monsieur Beulier
De tous ses professeurs à Condorcet, c'est Alphonse Darlu qui exerce la plus profonde influence sur le jeune Marcel, et pas seulement sur lui. Proust est son élève en 1888-1889 pour la classe de philosophie (correspond à la terminale aujourd'hui). Il écrira : « Sa parole inspirée, plus sûre de durer qu'un écrit, a, en moi comme en tant d'autres, engendré la pensée. ».
Marcel Proust prend Alphonse Darlu comme modèle pour le personnage de Monsieur Beulier dans son roman de jeunesse quasi-autobiographique Jean Santeuil. Jean est l'élève de Monsieur Beulier : « À la place où son maître avait semé un seul mot, Jean, qui le cultivait avec amour, trouvait au bout de quelque temps une idée florissante ! ».
Dans le Questionnaire de Proust, le nom de M. Darlu est donné par Proust comme réponse à la question " Mes héros dans la vie réelle".

### Œuvres
- En 1893, il crée la Revue de métaphysique et de morale où il publie quelques articles et conférences.
- Observation sur la thèse d'une origine exclusivement visuelle de l'idée d'étendue, Conférence à la Société française de philosophie, 7 janvier 1904, sofrphilo.fr
- M. Brunetière et l'individualisme : à propos de l'article "Après le procès", A. Colin, 1898